# Hôtel de ville de Budafok
L'Hôtel de ville de Budafok (en hongrois : Budafoki városháza) est un édifice situé dans le 22e arrondissement de Budapest. 